# Salomon Lubelski
Salomon Lubelski (* 1902 in Warschau; † vermutlich 1941 im KZ Lublin) war ein polnischer Mathematiker, der mit Arnold Walfisz die Zeitschrift Acta Arithmetica gründete. Sein Arbeitsgebiet war die Zahlentheorie.

## Leben
Lubelski wurde 1902 in Warschau geboren und studierte dort Mathematik. Er promovierte an der Universität Warschau und war danach in seiner Arbeit eng mit der Universität verbunden. 1935 gründete er mit Arnold Walfisz die Zeitschrift Acta Arithmetica. 1939 wurde er Professor an der Pädagogischen Hochschule in Białystok. Nach der Besetzung der Stadt durch die deutsche Wehrmacht wurde er im KZ Lublin (Majdanek) inhaftiert und starb dort vermutlich 1941. Lubelski hat 19 mathematische Artikel, sowie den Entwurf eines Buches mit dem Titel Zahlentheorie, geschrieben. Dieser Entwurf wurde von dem Zahlentheoretiker Johannes van der Corput aufbewahrt und später auf neue Ergebnisse durchgesehen.

## Schriften
- Zur Theorie der höheren Kongruenzen, Journal für die reine und angewandte Mathematik 162, 65 – 68, 1930
- Beweis und Verallgemeinerung eines Waring-Legendreschen Satzes, Mathematische Zeitschrift 33, 321 – 349, 1931, online
- Über die Teiler der Form x2+Dy2, Prace matematyczno-fizyczne 38, 1931, 1. Teil (PDF-Datei; 1,45 MB) und 40, 1932, 2. Teil (PDF-Datei; 1,72 MB)